# Singles 2002〜2006
『Singles 2002〜2006』（シングルズ 2002〜2006）は、Skoop On Somebodyが2006年12月13日に発売した2作目のベスト・アルバム。

## 概要
グループ通算2枚目のシングル・コレクション。『Singles 10years Complete Box』と同時発売。
『Singles 2002〜1997』と異なり発売日順に収録されている。
「ぼくが地球を救う〜Sounds Of Spirit〜」はフルバージョンとして再収録。
新曲「SONG#1」が新たに収録された。

## 収録曲
1. ぼくが地球を救う〜Sounds Of Spirit〜
  - 17枚目のシングル
2. 抱きしめて
  - 18枚目のシングル・両A面
3. My Gift to You
  - 18枚目のシングル・両A面
4. Sing a Song
  - 19枚目のシングル
5. 琥珀の月
  - 20枚目のシングル
6. Smile Again
  - 21枚目のシングル
7. 最後の夜明け
  - 22枚目のシングル
8. December
  - 24枚目のシングル（23枚目のシングルと同日発売）
9. 街に愛があふれて…
  - 23枚目のシングル（24枚目のシングルと同日発売）
10. happypeople
  - 26枚目のシングル
11. 誰かが君を想ってる
  - 27枚目のシングル
12. もう一度夜をとめて
  - 27枚目のシングルのカップリング曲
13. soul river
  - 28枚目のシングル
14. How We Do It!!!
  - 29枚目のシングル
15. SONG#1
  - 新曲
  - 作詞・編曲：S.O.S.　作曲:S.O.S.・益田トッシュ